# Distretto di Jashpur
Il distretto di Jashpur è un distretto del Chhattisgarh, in India, di 739 780 abitanti. Il suo capoluogo è Jashpur Nagar.